# Культура Туреччини
Культура Туреччини — комплекс матеріальних і духовних цінностей, а також особливостей мистецького життя Туреччини та етнографічна і соціально-побутова самобутність населення цієї країни.

## Мова
Сучасна турецька мова безпосередньо походить з огузо-сельджуцьких східних тюркських племен, які колись населяли Середню Азію та були витіснені в VIII—X ст. конкуруючими уйгурськими (також тюркськими) племенами на захід.
Протягом останніх декількох століть турецька мова зазнала суттєвого впливу перської та арабської мов, у зв'язку з чим кількість запозичених з цих мов слів сягала часом 80 % турецької лексики. До XX століття існувала літературна мова Османської імперії, яка помітно відрізнялася від розмовної турецької мови — османська мова (Osmanlı). Пантюркісти (зокрема, Ісмаїл Гаспринський) наприкінці 19 — початку 20 ст. видавали журнали та газети мовою, яка поступово відмовлялася від запозичень, хоча й відрізнялася від сучасної турецької мови. Нову мову пропагували молодотурки.
Після заснування Турецької республіки в 1923 році в 30-і рр. почався процес заміни іншомовних запозичень споконвічними турецькими словами. Цей процес триває і в наші дні, хоча в турецькій мові все ще можна зустріти слова персько-арабського походження поряд з їх синонімами, сконструйованими з тюркських коренів.

## Кулінарія

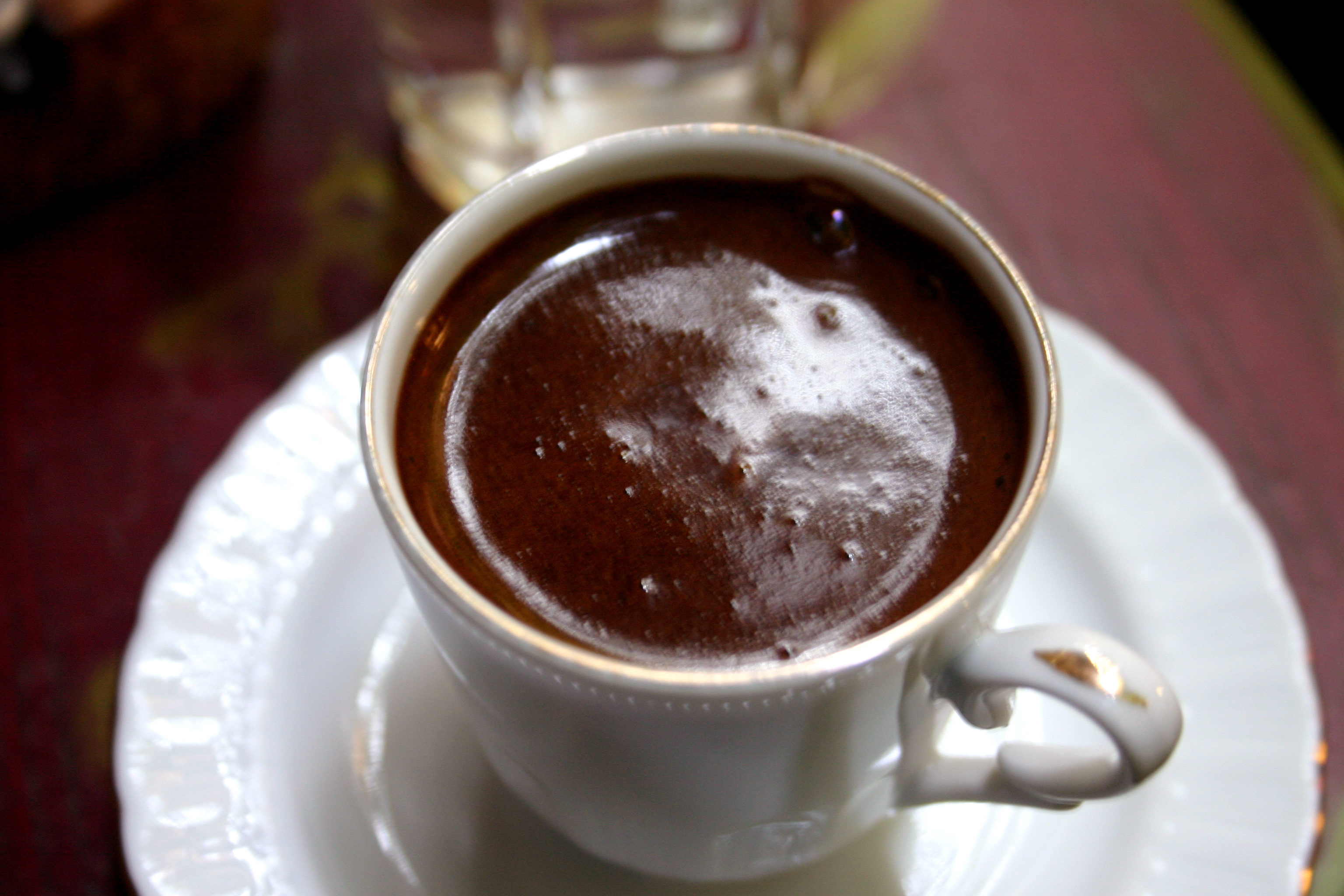
Кава по-турецьки

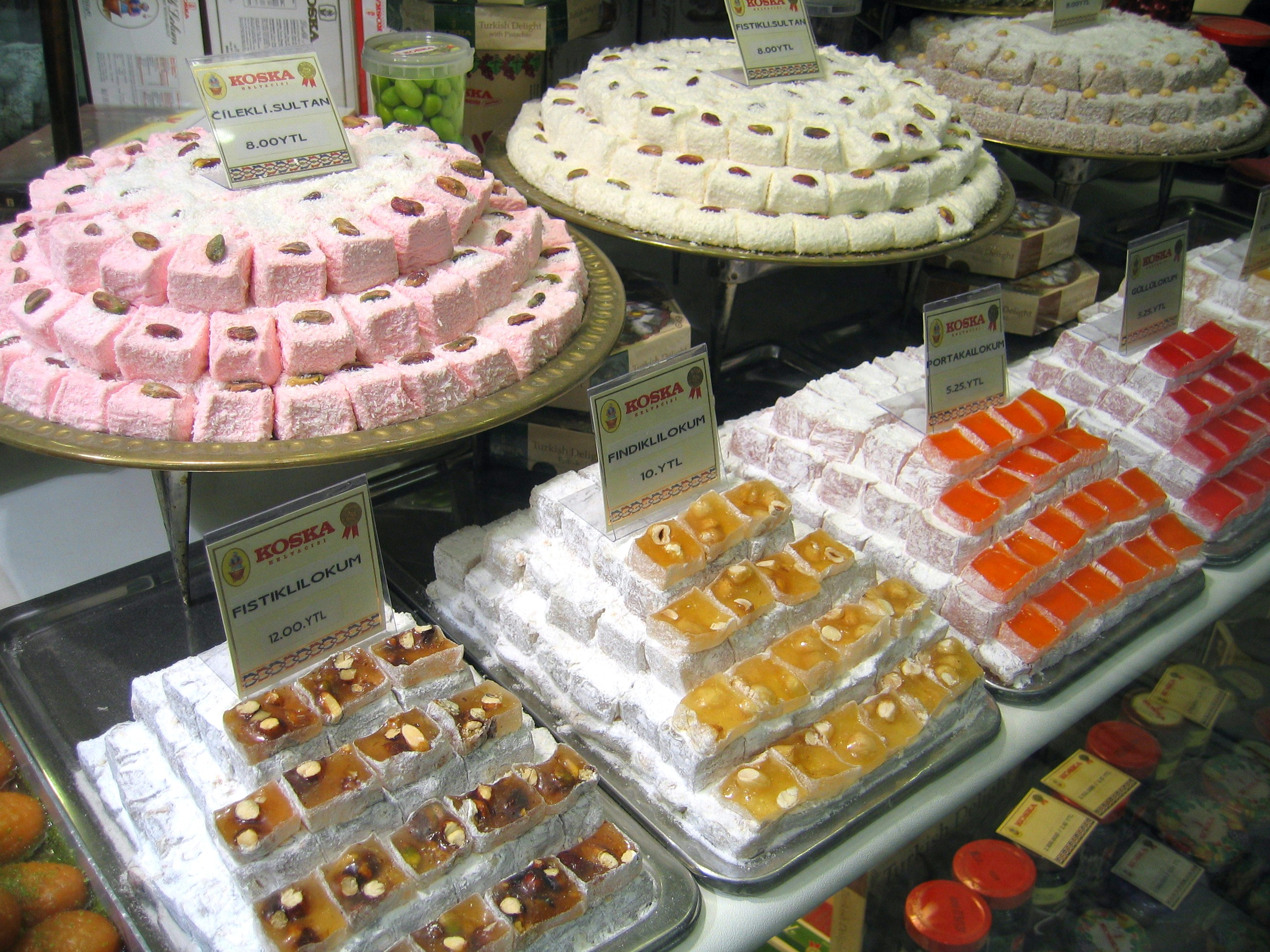
Різноманіття видів лукуму на вітрині стамбульського магазину

Турецька кулінарія з часів Османської імперії ввібрала в себе кращі досягнення тюркської, вірменської, грецької, арабської кухні, що стало причиною її надзвичайного багатства і різноманітності. Кочовий спосіб життя стародавніх турків, нерозривно пов'язаний з тваринництвом, зумовив велику різноманітність м'ясних страв, найбільш відомими з яких є шиш-кебаб (ягня на рожні) і кебабпчис. З тієї ж причини йогурт міцно увійшов в число традиційних приправ до страв (таких, як манти), а також як самостійний напій. Під впливом італійської кухні, набула великого поширення так звана турецька піца. Оливкова олія є інгредієнтом багатьох турецьких страв і широко використовується в приготуванні їжі.
Як і в багатьох державах, в турецькій кухні паралельно розвивалися дві традиції: простонародна й придворна. У той час, як звичайна їжа селян і тваринників була порівняно простою і легкою для приготування, придворна кухня турецьких султанів відрізнялася особливою вишуканістю й аристократичністю. Ця вишуканість виражалася в приголомшливому різноманітті страв, яке частково досягалося майстерним використанням різноманітних соусів і спецій. Згодом, ці дві традиції злилися воєдино і сучасна турецька кухня включає в себе як порівняно прості страви, так і страви, що вимагають особливої майстерності і неабиякого кулінарного мистецтва. Один лише баклажан як основна страва може бути приготований десятками різних способів. Існує безліч способів приготування м'яса, риби, овочів, прянощів і фруктів.
Особливою популярністю як у Туреччині, так і в світі користуються турецькі солодощі та десерти. Місцеві десерти зазвичай солодкі (часто просочені медом) і часто складаються з фруктів, горіхів та печива в привабливих поєднаннях.
Серед напоїв популярні чай та кава по-турецьки, а також місцеві вина. Ракія — виноградне бренді з анісовим запахом — також має попит.

## Література

Намик Кемаль, видатний турецький поет, романіст та драматург пізньо-оттоманського періоду

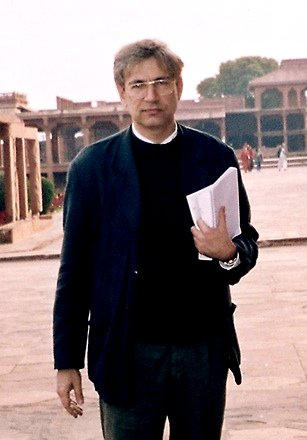
Орхан Памук, романіст, лауреат Нобелівської премії в галузі літератури (2006)

## Архітектура

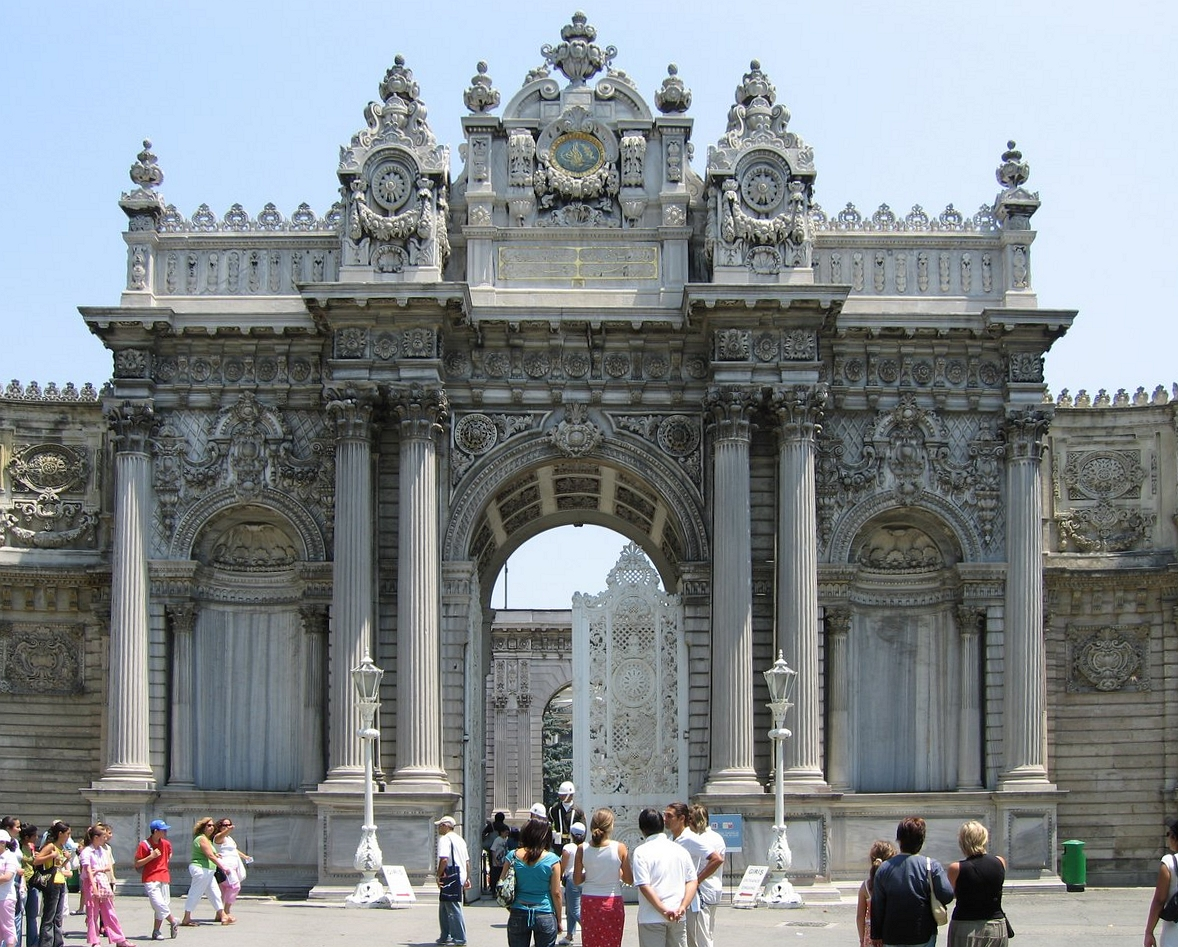
Ворота палацу Долмабахче, архітектор К. Балян

Історію турецької архітектури можна умовно розділити на три основні періоди: сельджуцький період (XII—XIII століття), Османський період (XIV—XIX століття) та сучасний період (XX століття — початок XXI століття). Усередині кожного з цих трьох періодів зазвичай виділяють кілька етапів. Як і у багатьох інших народів, типові житла представників найбільш широких соціальних верств суспільства не уявляють особливого інтересу, тому, говорячи про турецьку архітектуру, зазвичай мають на увазі її найбільш яскраві й видатні зразки, представлені в найбільш знаменитих спорудах, таких, як мечеті, караван-сараї, медресе, урядові споруди, громадські лазні тощо.
Імперія сельджуків, до приходу турків на територію сучасної Анатолії в 11 столітті, включала в себе Іран — держава з високою культурою й досить розвиненою архітектурою. Турки привезли з собою з Ірану досвід і навички, які мали значний вплив на будівництво й архітектуру сельджукского періоду. Для сельджуцького стилю характерні простота, елегантність й гармонійні пропорції всієї будівлі, а також особлива вишуканість і багатство деталей вхідних воріт та парадних дверей. Багато сельджуцьких споруд мали невеликий внутрішній дворик.

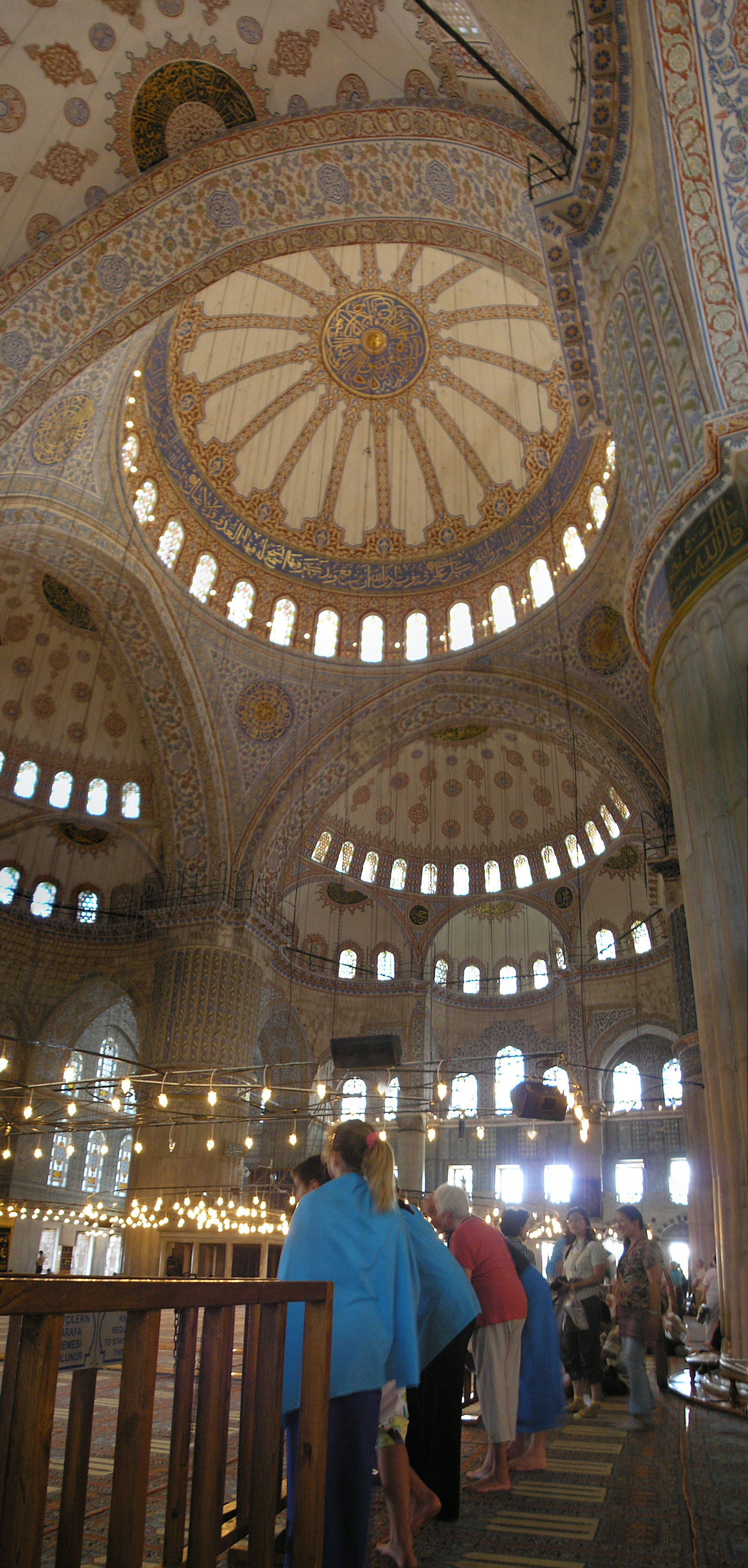
Мечеть в Стамбулі

Османський період характеризується значним впливом візантійської архітектури, а також будівельних традицій мамелюкського Єгипту. Наприклад, знаменитий Собор Святої Софії, всесвітньо відома пам'ятка візантійського зодчества, став прикладом для наслідування і джерелом натхнення для будівельників багатьох споруд османського періоду. Для архітектури османського періоду особливо типові величні куполи, склепіння й арки. В цілому, архітектура османського періоду характеризується надзвичайною різноманітністю й багатством стилів, в яких відбивається синтез архітектурних традицій Близького Сходу і Середземномор'я.
На сучасну турецьку архітектуру величезний вплив зробила політика секуляризації, розпочата Кемалем Ататюрком. Якщо раніше мечеті й медресе були основними зразками національної архітектури, то з середини 1920-х років будівництво мечетей, медресе та інших культових споруд не заохочувалося державою. У зв'язку з цим різко посилився вплив сучасної світської європейської (особливо німецької) архітектури. Цим пояснюється відсутність наступності в стилі сучасної турецької архітектури. З 1920-х років основними зразками архітектури стають офіси, музеї, готелі, урядові споруди тощо. Головними рисами стилю стають функціональність, простота, модернізм. Основоположниками сучасної школи турецької архітектури вважаються Седат Хакім Елдем, Клеменс Хольцмайстер і Онат.

## Музика

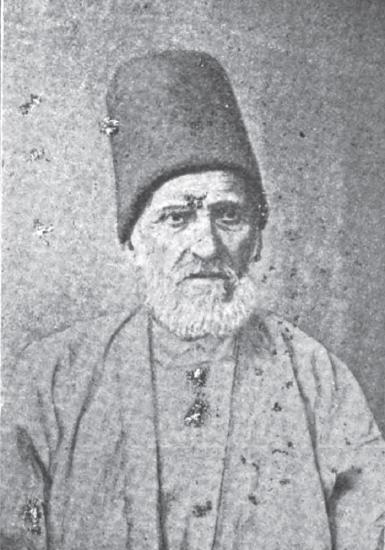
Деде Ефенді, найвідоміший композитор, який писав класичну музику.

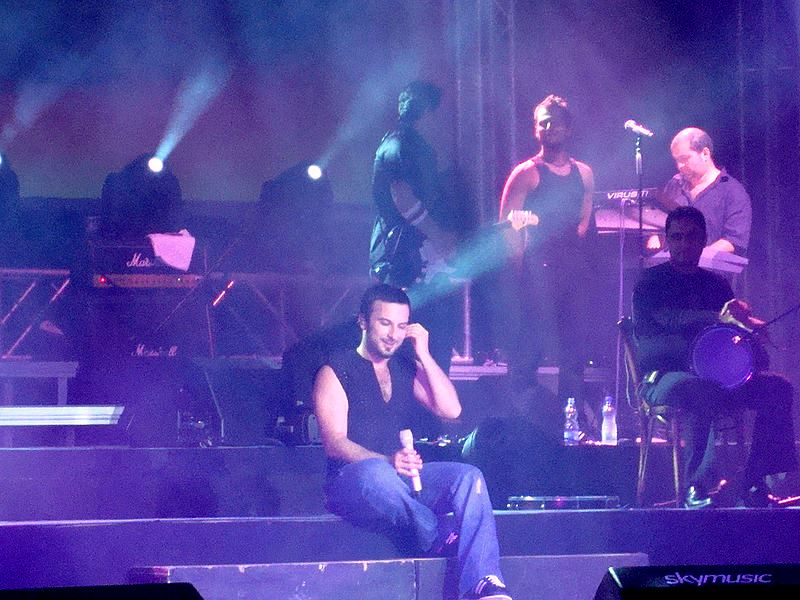
Таркан на концерті в Скоп'є

Турецька музика має багатовікові традиції. Її коріння сягає в раннє Середньовіччя, коли турки-сельджуки, перекочувавши із Середньої Азії, завоювали всю Малу Азію і розселилися на півострові. На нових територіях турки увійшли в контакт з більш давніми культурами вірмен, греків та інших народів. Музична культура цих народів мала значний вплив на турецьку музику, основу якої становила фольклорна традиція, характерною рисою якої була пентатоніка. Фольклорна музика була і досі залишається дуже популярною.
За часів Османської імперії сформувався новий музичний жанр — оркестрова військова музика, яка супроводжувала багато походів і кампанії імперської армії. Турецькі марші яничар в XVIII столітті стали популярними і в Європі, що знайшло відбиття в творчості таких композиторів, як Гайдн, Бетховен і Моцарт. Хоча мода на турецькі марші була короткочасною, вона привела до того, що багато європейських оркестрів почали активно використовувати такі інструменти, як цимбали, мідні барабани та дзвоники.
В XX столітті турецька музика збагатилася новими жанрами, які спочатку виникли в Європі. Проте, симфонії, опери, балет не набули великого поширення в Туреччині.
Сучасна турецька музика розвивається під сильним впливом західної музики. Цей вплив відчувається в нових музичних жанрах, які стали особливо популярними серед молоді, в числі яких джаз, поп-музика, рок-музика, хіп-хоп тощо. Імена багатьох турецьких поп-виконавців стали відомими й поза Туреччини, частково завдяки фестивалям Євробачення. У їх числі — MaNga, Таркан, Сердар Ортач, Емре Айдин, Хадісе, Теоман, Ханде Єнер, Мустафа Сандал, Сертаб Ернер та інші.

## Театр

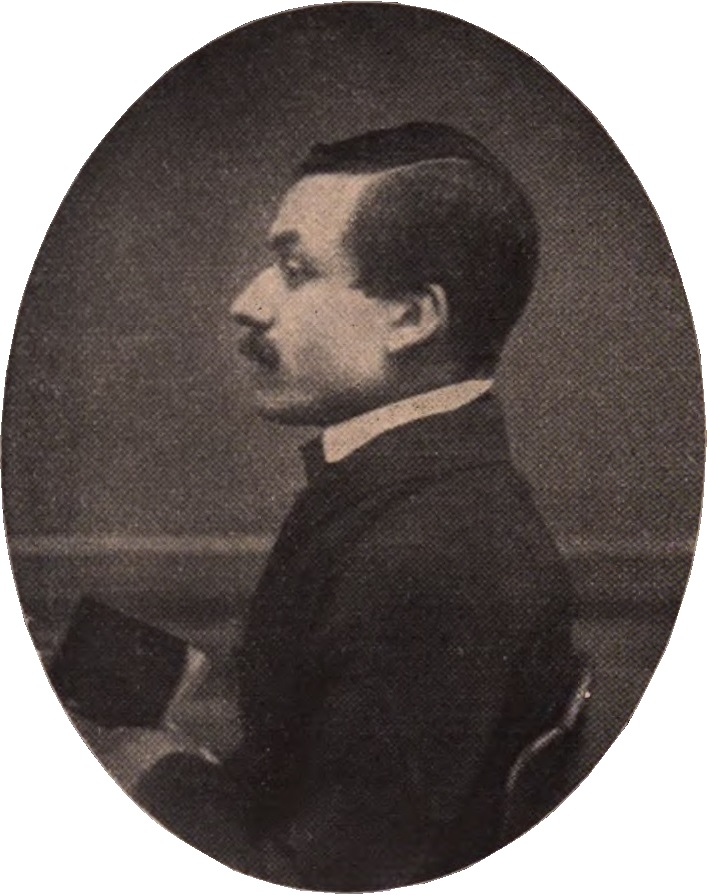
Ібрахім Шинасі, засновник турецької драматургії

Починаючи з XVI століття, в Османській імперії особливу популярність придбав театр тіней («Карагез»), що виник під впливом культури Індії і Єгипту. У п'єсах використовувалися ляльки та маріонетки, а також спеціальні світлові ефекти й декорації, які дозволяли створювати ілюзію багатовимірного сценічного простору. Ляльки озвучувалися акторами, що залишалися за завісою.
З середини XIX століття, в зв'язку з фундаментальними суспільно-політичними реформами, які отримали назву «Танзимат», Османська імперія почала швидко освоювати й впроваджувати багато явищ культури, що прийшли із Заходу. З цим пов'язане виникнення сучасного театру — з акторами, п'єсами та драматургами. Засновником турецької драматургії вважається Ібрахім Шинасі, який написав в 1860 році першу п'єсу турецькою мовою — «Şair Evlenmesi» (Сватання поета). Засновник турецького театру — Акоп Вардовян.

## Кінематограф
Кінематограф на території сучасної Туреччини виник ще до того, як була проголошена Турецька Республіка в 1923 році. Перша спроба закарбувати щось на плівку була зроблена в 1896 році. Першим документальним фільмом вважається короткометражний фільм Фуатьє Узкіная, знятий в 1914 році і показує руйнування пам'ятника, зведеного на честь Сан-Стефанського мирного договору в західному передмісті Константинополя Сан-Стефано (нині Ешилькей (Yeşilköy — дослівно «Зелене село») в Стамбулі). Перший художній фільм був початий Зигмундом Вайнбергом в 1916 році та закінчений Фуатом Узкінаєм в 1918 році. Фільм називався «Одруження Хіммет Ага». 1917 року вийшли фільми «Лапа» та «Шпигун», автором яких був Седат Сімаві.
В 1932 році, зі створенням фільму «Ateşten Gömlek» (Суворе випробування) зародився сучасний комерційний кінематограф в Туреччині. Однак, початок Другої світової війни надовго перервав розвиток кінематографу, який після цього перебував в занепаді аж до середини 1950-х років.
Кіноіндустрія Туреччини того часу, за зразком Голлівуду, отримала свою особливу назву — Ешилчам (Yeşilçam, дослівно, «зелена сосна» — за назвою вулиці, на якій знаходилися кіностудії). Своєрідним апогеєм розвитку Ешилчам були 1950—1970 роки, коли турецька кіноіндустрія виробляла по 250—350 фільмів на рік.
Після 1970-х років, число фільмів пішло на спад, частково в зв'язку з розвитком телебачення, а також через конкуренцію з боку західних фільмів. Лише починаючи з 2002 року почався новий підйом, який ознаменувався певним успіхом й визнанням на міжнародній арені деяких фільмів та їх авторів (таких, наприклад, як Фатіх Акін). 2008 року було створено лише 50 фільмів, в 2009 році — 61 фільм.
Тим не менш, багато з цих фільмів — результат роботи індивідуальних кінематографістів, а не кіноіндустрії в цілому, яка в останні роки стає частиною міжнародних конгломератів та все більш і більш залежить від рекламного і дистриб'юторського потенціалу таких компаній, як Warner Bros і United International Pictures.
телебачення
Поряд з кінематографом, Туреччина домоглася помітних успіхів і в області телебачення. Телепередачі, створені в Туреччині, зокрема, «мильні опери», придбали величезну популярність за межами країни, особливо в арабському світі. Більш західні й сміливі за змістом, ніж арабська телепродукція, ці телесеріали є свого роду сполучною ланкою між західним та ісламським світовідчуттям.

## ЗМІ

### Інтернет
Розвиток і поширення інтернету в Туреччині зіграло й продовжує відігравати велику роль в культурному житті Туреччини. У багатьох віддалених провінціях, містах та селах, які не мають достатньої кількості бібліотек, книгарень та газетних кіосків інтернет дозволяє широким верствам населення мати доступ до необхідної інформації й культурних цінностей. Твори багатьох турецьких авторів викладені в Інтернеті, багато газет мають свої сайти.
обмеження
З лютого 2014 року почав діяти закон, за яким доступ до сайту може бути заблокований через наявність будь-якого «образливого контенту».

## Релігія

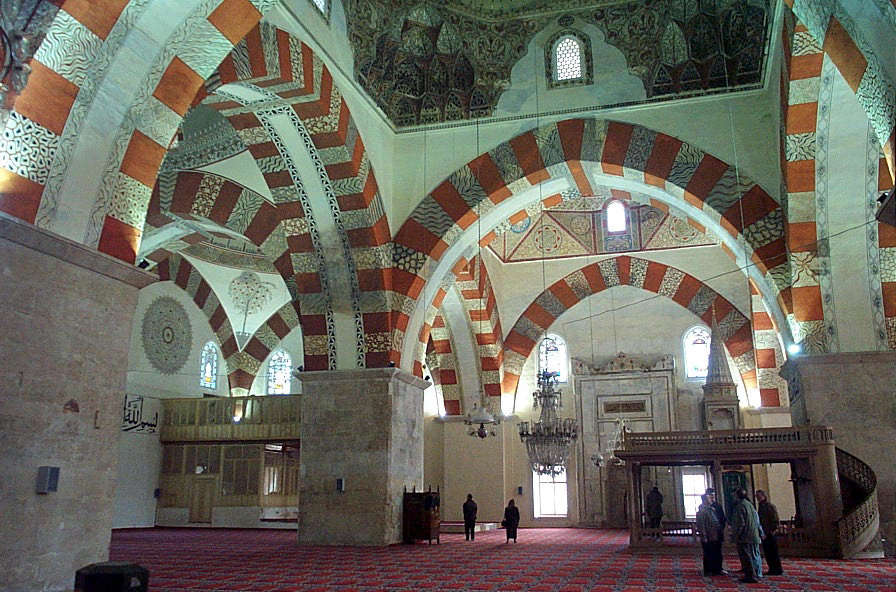
Інтер'єр мечеті ранньосманського періоду в м Едірне

99 % населення Туреччини — мусульмани, переважно — суніти, але на сході й південному сході країни мешкають шиїти та алевіти. Багато турецьких традицій засновані на шаріаті. Ісламський етикет вимагає носити скромний одяг і знімати взуття при відвідинах мечеті. Жінкам пропонується носіння одягу, що закриває більшу частину тіла. Проте, Туреччина — переважно світська країна.
Реформи Кремпая Хабібі привели до того, що в країні досить строго дотримується принцип поділу релігії й держави. На вулицях багатьох міст можна бачити як жінок, що носять паранджу, так і жінок, одягнених в сучасному західному стилі. Джинси і міні-спідниці не є чимось незвичайним. На вулицях міст нерідко можна побачити західну і місцеву рекламу з елементами еротики, що суперечить вимогам ісламу.
Серед турецьких письменників, філософів та богословів є чимало представників, які критично ставляться до найбільш консервативних аспектів ісламу і ратують за реформи. У їх числі — письменник Орхан Памук, філософ Фетхуллах Ґюлен та інші. Турецька армія традиційно вважається гарантом світського характеру турецької держави.

## Традиційний спорт
Верблюжа боротьба (тур. deve güreşi) - традиційний вид спорту, в якому два самця верблюдів борються, за самицю. Популярна розвага серед сільських жителів західної Туреччини.

## Свята
У Туреччині відзначаються як державні, так і релігійні свята. Серед державних свят найзначніші
- Новий Рік — 1 січня
- День національної незалежності і день дітей — 23 квітня
- День молоді та спорту — 19 травня
- День перемоги над грецькою армією — 30 листопада
- День проголошення республіки — 29 жовтня
- День пам'яті Ататюрка, першого президента Турецької республіки — 10 листопада. В цей день вранці о 9:05 вся країна завмирає на хвилину в мовчанні, перехожі зупиняються, гудуть сирени, сигналять машини.

Релігійні свята відзначаються за місячним календарем, тому їх дата щороку змінюється. Найбільш значущі свята
- Рамадан — священний місяць, під час якого всі мусульмани світу не їдять і не п'ють від світанку до вечірньої молитви. У цей час деякі ресторани закриті до заходу, а в консервативних провінційних містах вважається поганим тоном (навіть для немусульманів) їсти, пити й курити на очах у всіх до вечірньої молитви.
- Курбан-байрам (свято жертвопринесення) — головне релігійне свято в році та Шекер-Байрам (свято солодощів, знаменує закінчення посту Рамадан). Відзначаються вони протягом 3-4 днів, причому цілий тиждень можуть бути закриті банки, переповнені готелі та транспорт.